# Бухара (Башкортостан)
Бухара́ (баш. Бохара) — деревня в Шаранском районе Республики Башкортостан Российской Федерации. Входит в состав Нижнезаитовского сельсовета.

## География

### Географическое положение
Расположена в верховьях реки Ташчишма. Расстояние до:
- районного центра (Шаран): 40 км,
- центра сельсовета (Нижнезаитово): 10 км,
- ближайшей ж/д станции (Туймазы): 40 км.

## История
Возникла в советское время. Обозначена на карте 1982 года как деревня с населением около 30 человек.
В 1989 году население — 21 человек (8 мужчин, 13 женщин).
В 2002 году — 6 человек (4 мужчины, 2 женщины), башкиры (100 %).
В 2010 году — без населения.

## Население
| 2002 | 2009 | 2010 |
| ---- | ---- | ---- |
| 6    | ↘2   | ↘0   |